# Eupropolella
Eupropolella Höhn. – rodzaj workowców z klasy Leotiomycetes.

## Systematyka i nazewnictwo
Pozycja w klasyfikacji według Index Fungorum
Calloriaceae, Helotiales, Leotiomycetidae, Leotiomycetes, Pezizomycotina, Ascomycota, Fungi.
Gatunki
- Eupropolella arctostaphyli E. Müll. 1959
- Eupropolella arundinariae (E.K. Cash) Dennis 1975
- Eupropolella britannica Greenh. & Morgan-Jones 1972
- Eupropolella celata Graddon 1977
- Eupropolella diapensiae (Petr.) B. Erikss. 1970
- Eupropolella indica Hande 2010
- Eupropolella oxycocci (Dearn. ex Cash) B. Erikss. 1970
- Eupropolella vaccinii (Rehm) Höhn. 1917

Nazwy naukowe oraz wykaz gatunków na podstawie Index Fungorum.
W Polsce występuje  Eupropolella vaccinii.